# エニマ・オブ・アメリカ
『エニマ・オブ・アメリカ』 (Enema of the State) は、アメリカのポップ・パンクバンド、ブリンク 182のサード・アルバム。1999年6月1日にMCAレコードから発売された。プロデューサーは、グリーン・デイや、Sum 41や、オフスプリングなどのアルバムを手掛けたジェリー・フィンがプロデュースした。

## 収録曲
1. ダンプウィード - Dumpweed - 2:23
2. ドント・リーヴ・ミー - Don't Leave Me - 2:23
3. エイリアンズ・エグジスト - Aliens Exist - 3:13
4. ゴーイング・アウェイ・トゥ・カレッジ - Going Away to College - 2:59
5. ホワッツ・マイ・エイジ・アゲイン?（英語版） -  What's My Age Again? - 2:28
6. ディスントリー・ゲイリー - Dysentery Gary - 2:45
7. アダムズ・ソング（英語版） - Adam's Song - 4:09
8. オール・ザ・スモール・シングズ（英語版） - All the Small Things - 2:48
9. ザ・パーティ・ソング - The Party Song - 2:19
10. マット - Mutt - 3:23
11. ウェンディ・クリア - Wendy Clear - 2:50
12. アンセム - Anthem - 3:37
13. ダンプウィード - Dumpweed - 3:24
  - 日本盤ボーナストラック　ロンドンでのライブ。
14. オール・ザ・スモール・シングズ（英語版） - All the Small Things - 4:05
  - 日本盤ボーナストラック　ロンドンでのライブ。
15. ダムイット - Dammit - 2:37
  - 日本盤ボーナストラック　ロンドンでのライブ。
16. マット - Mutt - 3:23
  - 日本盤ボーナストラック　ロサンゼルスでのライブ。
17. エイリアンズ・エグジスト - Aliens Exist - 3:13
  - 日本盤ボーナストラック　ロサンゼルスでのライブ。